# Grange Court
Grange Court est une maison faisant partie de l'ensemble du marché de Leominster, dans l'Herefordshire en Angleterre. Le bâtiment a été construit en 1633 par John Abel. 